# Regiment de Sant Narcís
El Regiment de Sant Narcís fou una unitat militar de l'Exèrcit Regular de Catalunya (1713-1714) durant la Guerra de Successió.

## Precedents
L'entronització del duc d'Anjou com a nou monarca espanyol sota el nom de Felip V de Castella al novembre de 1700 va fer que el 1702 esclatés la Guerra de Successió Espanyola quan Àustria va envair els territoris espanyols a Itàlia. El 1703 Anglaterra i Holanda es van unir a Àustria i es va nomenar l'arxiduc d'Àustria com el nou monarca espanyol, sota el nom de Carles III. El 1704 Felip d'Anjou va ordenar la reorganització de l'exèrcit: els terços espanyols van perdre el seu nom passant a ser anomenats segons la norma francesa, regiment, inicialment amb un batalló, i dos a partir de 1706, i els mestres de camp van ser bandejats per donar lloc als anomenats colonel (coronel).
En aquest context, el regiment de Kaulbars o Shover, austriacista, format per la tropa alemanya aquarterada a Girona, havia estat constituït el 1705. El seu primer coronel Gabriel Kaulbars va ser governador de la plaça de Girona i comandant de la guarnició alemanya de la ciutat en el moment en el qual s'alçà el regiment.

## Història
El 28 de juliol de 1713, després de la declaració de guerra de les autoritats de Catalunya contra el Duc d'Anjou i el Regne de França, es va constituir el "Regiment de Sant Narcís". Format amb la tropa alemanya que no havia estat evacuada, va agrupar la majoria de combatents de l'antic regiment de Gabriel Kaulbars. Joan de Madrenas, que havia servit al dit regiment amb el grau de tinent coronel, va ser nomenat coronel del nou regiment. De peu alemany teòric de mil homes, el regiment de Sant Narcís aplegà uns 1000 combatents. Mentre que la tropa era majoritàriament d'origen germànic, l'oficialitat va quedar coberta per catalans.
El regiment de Sant Narcís participà activament en la defensa del setge de Barcelona. El 17 de maig dues companyies del Sant Narcís van lluitar en la batalla del Convent dels Caputxins. El 30 de juliol, el regiment va participà en l'acció de defensa del camí cobert, on les tropes foren dirigides pel capità Miquel de Castellarnau. El paper del regiment de Sant Narcís va ser molt rellevant durant la batalla del Baluard de Santa Clara. El tinent coronel Joan de Llinàs va ser ferit en aquella acció. El sergent major Pau Tomeu hi va dirigir les tropes en el darrer contraatac català contra les tropes borbòniques. Durant la batalla de l'11 de setembre el regiment fou severament delmat i caigueren en combat el tinent coronel Joan Wahrelst i el sergent major Pau Tomeu. Per la seva banda, el coronel Joan de Madrenas combaté al monestir de Sant Pere de les Puel·les, on hi hagué una ferotge defensa durant la jornada de l'11 de setembre.

## Uniformitat
El regiment de Sant Narcís vestia casaca blava amb gira blanca, tot seguint el patró marcat per les Reials Ordenances de Carles III de 1706 i el patró d'uniformitat de l'Exèrcit de Catalunya en la campanya catalana de 1713-14. Aquesta uniformitat és documentada en la comanda que la confraria de sastres lliurà a la Junta de Guerra i pel registre hospitalari.

## Reconstrucció històrica

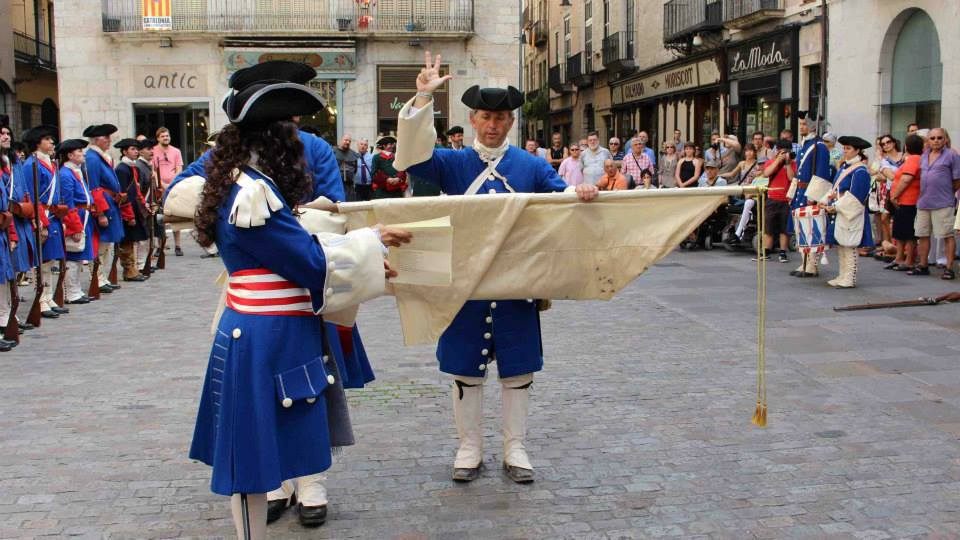
Jura de bandera del recreat regiment de Sant Narcís. Girona, 27 de juliol de 2013

L'Associació cultural gironina de reconstrucció històrica Miquelets de Girona va recrear el regiment de Sant Narcís el març de 2013. Va fer la seva presentació oficial a Girona el 27 de juliol de 2013, tot coincidint amb el tres-cents aniversari de la seva creació.